# Sanry-lès-Vigy
Sanry-lès-Vigy település Franciaországban, Moselle megyében. Lakosainak száma 507 fő (2022. január 1.). Sanry-lès-Vigy Antilly, Charly-Oradour, Failly, Sainte-Barbe és Vigy községekkel határos.

## Népesség
A település népessége az elmúlt években az alábbi módon változott:
| Lakosok száma | 252  | 412  | 446  | 530  | 503  | 522  | 528  | 531  | 523  | 507  |
|               | 1968 | 1982 | 1990 | 2006 | 2013 | 2015 | 2017 | 2019 | 2020 | 2022 |